# Tautira
Tautira est une commune placée à la presqu'île sur la plus petite partie de l'île de Tahiti, en Polynésie française. Elle est une commune associée faisant partie de la Commune de Taiarapu-Est, regroupant Faaone, Afaahiti-Taravao (Chef-lieu) et Pueu. Pour commune associée Tautira comprend aussi l'île inhabitée Mehetia 100 km plus à l'est.

## Histoire

### Légendes

#### Légende de Hono'ura
Hono’ura est un géant tahitien dont la légende dépassa de loin les limites de son île. La voici d’ailleurs telle qu’elle est racontée dans les Paumotu.
Ta’ihia était roi du mataiena’a (district) de Tautira dans la presqu’île de Tahiti-Iti. Il avait un frère appelé Ta’aroa qui dirigeait le district montagneux de Ta’aroa. Ce dernier avait un fils nommé Aua-Toa qui était marié avec Te-More-Ari’i-Vahine, la fille du roi du mataiena’a de Pu-na-au-ia.
De cette union naquit un premier fils appelé Hono’ura. Celui-ci était caché dans une enveloppe appelée « Pu-maruea ». Aua-Toa voyant cela dit: « C’est une masse informe, cela n’a rien d’humain, il faut l’enterrer ». C’est alors qu’intervint l’esprit nommé Vero-Huti-i-te-Ra’i (en tahitien: « orage créé dans le ciel »). Il exigea que l’enveloppe soit portée dans la caverne Po-Fatu-Ra’a situé au flanc du mont Tahu’a-reva.
De l’enveloppe dans la caverne surgit alors Hono’ura qui avait le pouvoir de grandir et de rétrécir à volonté. Il se nourrissait de pierre de la caverne et avait pour seul compagnon Vero-Huti-i-te-Ra’i. N’ayant pas de vêtements, il restait toujours dans la caverne. Pendant ce temps, ses parents eurent trois beaux garçons nommés Tai-ea, Tai-ranu et Tuma.
Un jour, alors que Hono’ura était déjà adulte, Tautu, un ami du roi Ta’ihia se rendit à la caverne afin de prier le dieu Ra’a pour qu’il sanctifie une cérémonie religieuse. Il découvrit Hono’ura qui n’osait bouger, honteux de sa nudité. Tautu l’interrogea et Hono’ura déclina son identité.
Tautu rentra en informer le roi Ta’ihia. La famille fut stupéfaite. La mère de Hono’ura se dépêcha de battre un grand pagne de tapa. N’osant s’y rendre eux-mêmes, les parents envoyèrent leurs trois fils accompagnés de guides du roi Ta’ihia amener le pagne et inviter Hono’ura à venir chez eux.
Les visiteurs saluèrent Hono’ura et ils lui offrirent le pagne et de la nourriture. Il accepta la nourriture toute nouvelle pour lui mais refusa de les rejoindre. Conseillé par l’esprit, il leur dit qu’il sortirait le lendemain à l’aube. Les visiteurs quittèrent Hono’ura et répandirent partout la nouvelle.
Le lendemain, une foule était assemblée dans la plaine qui faisait face au mont Tahu’a-reva. Hono’ura sortit vêtu de son pagne et se mit à grandir, grandir jusqu’à ce que sa tête dépasse les nuages couvrant la montagne. Les gens étaient émerveillés et des messagers de Ta’ihia l’invitèrent à venir chez le roi. Hono’ura ne répondit pas et chanta jusqu’au crépuscule. À ce moment, il réduisit sa taille et disparut.
Pendant que Ta’ihia se préparait à recevoir Hono’ura, des guerriers des Paumotu du district de Hiva dans l’île de Paua-Tea attaquèrent son royaume et tuèrent le jeune chef guerrier Tui-Ha’a Ils emportèrent son corps comme trophée. Leur attaque réalisée, ils se replièrent à Ta-Kume dans les Paumotu, sauf leur chef, A’u-Roa qui se rendit en compagnie de quelques guerriers à Havai’i. 
Quand il apprit ce forfait, Hono’ura fut furieux. Il décida de sortir de sa retraite et de venger la communauté. Mais auparavant, il désirait mesurer sa force et voir de quoi il était capable. Il se rendit à Puna-au-ia, le district de sa mère et il y vit deux vieilles femmes qui arrachaient des taro près de leur fare qui surplombait la rivière.
Il leur dit: « Vieilles Femmes, ronfleuses dans la rivière Punaru’u, votre maison est au niveau de la berge de la rivière ! Quittez ce lieu que les grandes eaux de Punaru’u puissent le submerger. »
Une des vieilles répondit: « Nous avons eu ici le champion Manu-te-A’a. Nous avons eu également Manu-te-Tape-Ari’i et Hi-ti-Mai-te-Ra’i qui nous ont menacées de destruction. Nous ne leur avons pas prêté attention et notre demeure n’a pas été enlevé de cette pente. »
Hono’ura fit une énorme boule avec des fougères et la projeta violemment dans la rivière. Ceci ne fit qu’éclabousser la maison. Les vieilles se moquèrent de Hono’ura, ce qui le mit dans une rage folle. Il sauta dans l’eau. L’inondation ainsi provoquée emporta le terrain sur lequel se trouvait la case et qui devint une île dérivante au milieu de la Punaru’u. Alors que le courant emportait leur fare, les vieilles, terrifiées, lancèrent leur taro sur la montagne. Celui-ci se pétrifia et est toujours visible aujourd’hui, commémorant cet événement qui fit alors sensation.
Hono’ura se retira alors dans sa caverne jusqu'à la fin de la période de deuil. Il partit alors pour les Paumotu avec ses frères et quelques guerriers. Il leur dit de mettre à l’eau la pirogue Aere. Mais ceux-ci ne parvinrent pas à la déplacer. Hono’ura chanta puis tira seul le bateau dans le lagon. Hono’ura trouva ensuite un arbre aito grand et mince et il s’en fit une énorme lance qu’il nomma Rua-i-Paoo (Tahitien: fissure qui consume).
Ils s’embarquèrent d’abord pour Havai’i où se trouvait le chef A’u-roa et quelques-uns des guerriers qui avaient effectué le raid sur Tautira. Avec l’aide de gens de Havai’i, ils les défirent, mais A’u-Roa parvint à s’enfuir vers Hiva dans l’île de Papa-tea aux Paumotu.
Hono’ura et sa troupe les poursuivirent et arrivèrent à Hiva. Le roi de Hiva, Tu-tapu, leur demanda ce qu’ils venaient faire. Hono’ura répondit qu’il était à la recherche de A’u-Roa qui avait tué le brave Tui-ha’a. Le roi répondit que A’u-Roa n’était pas là et qu’ils ne pourraient l’atteindre car ils seraient tués par le monstre Tu-ma-tahi qui vit dans le lagon de Papa-tea.
Hono’ura demanda où était le monstre. Le roi répondit qu’il était en mer pour se nourrir de purupuru (holothuries) et qu’il allait bientôt rentrer. Hono’ura et ses guerriers se dirigèrent alors vers la passe et s’installèrent sur le récif pour attendre le monstre Tu-ma-tahi. Le monstre arriva et voyant Hono’ura, il chercha à attraper sa tête. Il n’y parvint pas et essaya de couper Hono’ura en deux. Pour ce faire, il se mit de flanc et lorsqu’il ouvrit la gueule, Hono’ura lui planta sa lance, le transperçant de part en part. Le monstre était mort et le Tahu’a Pure du groupe chassa l’esprit de Tu-ma-tahi dans le Po.
Récupérant sa lance, il constata qu’elle était ternie par le sang du monstre. Il la rebaptisa Rua-i-Havahava (Fissure souillée). Le roi Tu-tapu et son peuple étaient furieux de la mort du monstre qui les protégeait. Ils attaquèrent les tahitiens sur la plage. Ces derniers prirent le dessus et les Hiva se réfugièrent dans un Pa (fortin) fait de sable et de rondin. Les tahitiens assaillirent le pa avec succès, tuèrent le roi Tu-tapu et prirent sa lance comme forfait. Mais au lieu de ramener le corps du roi à Tahiti comme le voulait la coutume, ils eurent la bonté de le laisser aux Hiva. Ils détruisirent cependant le marae royal des Hiva et s’emparèrent du to’o (statuette) de leur dieu protecteur, Tu, et de celle de son messager, Ro’o. Ils emmenèrent la femme du roi pour en faire une épouse de Ta’ihia afin d’éteindre le conflit entre les deux peuples.
Hono’ura et ses gens prirent la mer et arrivèrent dans l’île de Fakaau et s’installèrent dans une grotte non loin de la plage dans le district de Fare-marama dont les gens étaient favorables aux tahitiens. Hono’ura fit un trou dans une gourde et ordonna à son frère Tuma d’aller chercher de l’eau avec. Celui-ci y alla et essayant de remplir la gourde, s’aperçut de la supercherie. Trois princesses du district de Tupuna, appelées Te-’ura-tau-ia-po, Tu-tapu-hoa-toa et Ra’i-e-ho’o-ata-nua, vinrent à passer. Elles faisaient l’admiration des frères pour leur beauté. Elles virent Tuma et improvisèrent une chanson moqueuse à son égard du fait de la gourde percée. Celui-ci revint furieux au camp et se disputa avec son frère. Les princesses passèrent près de la caverne et Te-’ura-tau-ia-po, que Tuma appréciait particulièrement, dit en voyant Hono’ura: « Je ne m’éprendrai jamais de ce vilain monstre ! ». À son grand malheur, Hono’ura l’entendit.
Peu de temps après, les frères organisèrent des réjouissances. Parmi les festivités, il y eut de nombreuses danses et Hono’ura et ses frères furent les meilleurs danseurs. Les femmes s’approchèrent pour les féliciter, celles de haut rang en premier lieu. Quand Te-’ura-tau-ia-po tendit la main à Hono’ura, celui-ci la reconnut et lui frappa la main avec une telle force qu’elle fut arrachée. La princesse meurtrie et humiliée rentra chez elle et mourut.
Apprenant sa mort, Tuma partit à la recherche de l’esprit de la jeune fille pour le ramener dans son corps. Hono’ura l’apprit et devança Tuma. Apercevant l’esprit de la jeune femme, il le transperça de sa lance et l’esprit perdit toute sa force vitale. Ne voyant pas l’esprit arriver, Tuma alla voir s’il n’avait pas réintégré son corps et il rencontra Hono’ura. Malgré les dénégations de celui-ci, il comprit ce qui s’était passé.
Hono’ura épousa Ra’i-e-ho’o-ata-nua et les guerriers tahitiens reprirent la mer pour se rendre à Ta-Kume. Ils passèrent à un endroit où deux courants marins se rencontraient. La pirogue Aere fut tellement secouée que la femme du roi Tu-tapu en mourut. Ils arrivèrent ensuite à Ta-Kume demeure du guerrier A’u-Roa et du dieu marin Te-A’u-Roa. Ils y trouvèrent le corps de Tuiha’a, ce qui augmenta leur fureur. Ils rencontrèrent la reine Maru-i’a qui leur dit que A’u-Roa n’était pas là et que leur dieu protecteur Te-A’u-Roa ne reviendrait qu’avec la saison des vents froids.
Hono’ura sortit alors de sa gourde magique Te-Pori un brouillard froid appelé Hume-no-Ta’aroa (rosée de Ta’aroa) et chargea son esprit protecteur, Vero-huti-i-te-ra’i, de le répandre sur la région.
Le dieu Te-A’u-Roa, qui avait la forme d’un immense poisson, pensant la saison des vents froids venue, se dirigea vers Ta-Kume. Voyant Hono’ura, il enfonça sa tête dans le sable. Les frères de Hono’ura voulurent le mettre en pièce, mais Hono’ura leur dit que le siège de l’esprit de Te-A’u-Roa se trouvait dans la tête. Il fit une prière chantée, lança son casque de plume dans le sable dégageant la mâchoire supérieure de Te-A’u-Roa et l’occit de sa lance.
L’esprit de Te-A’u-Roa fut renvoyé dans le Po et la chair du poisson cuite et partagée entre tous pour être mangée, empêchant ainsi l’esprit de se venger. Hono’ura prit alors la reine et nombreux de ses gens comme prise de guerre, reprit le corps de Tui-ha’a et partit s’installer sur Na-Puka, une île déserte non loin de Ta-Kume.
Hono’ura rêva que les dieux des Paumotu, l’esprit de la femme de Tu-tapu et l’esprit de Te-A’u-Roa convoquaient le chef A’u-Roa et de nombreux autres chefs de l’ouest des Paumotu pour venger les méfaits des tahitiens. Le lendemain, une grande flotte se présentait devant Na-Puka. Les tahitiens, prévenus par le rêve de Hono’ura, étaient cachés. Seules étaient visibles la pirogue Aere et la lance de Hono’ura. Hono’ura lança en l’air des coquillages se tenant à un arbre nono. Les coquillages retombèrent sur la face rouge, indiquant que les tahitiens seraient vainqueurs.
Hono’ura alla au-devant de ses adversaires et leur proposa de venir boire du ‘ava qu’il avait préparé à l’intérieur des terres et de voir la jolie femme Te-’ura-tau-ia-po. Ceux-ci pensèrent que Hono’ura ne savait pas ce qu’il faisait et décidèrent d’accepter l’invitation. Ils pourraient ainsi massacrer les tahitiens quand ceux-ci seraient ivres.
Les guerriers débarquèrent et demandèrent ce qu’était cet énorme bout de bois sur la plage (c’était la lance de Hono’ura). Hono’ura répondit qu’il s’agissait d’une pagaie. Il leur fit ensuite emprunter un chemin très étroit qui les obligea à se mettre en file indienne. Le chemin traversait des fourrés puis des clairières de sables, ce qui dispersa les Paumotu. Les tahitiens cachés dans les fourrés les tuèrent petit groupe par petit groupe. Hono’ura fermant la marche s’empara de sa lance et tua les derniers de la file indienne. 
C’est ainsi que fut vengé le brave Tui-ha’a par Hono’ura.

### Sites archéologiques
En 1963, la mission archéologique ORSTOM-CNRS a mis au jour trois des marae de la haute vallée de Tautira.
Description des trois marae :
- Le premier est un marae de type intérieur par son plan et de type côtier par sa construction.
- Le deuxième est un Ahu de type intérieur. Marae construit sur une terrasse soutenue par un mur haut de 4 mètres.
- Le troisième est un petit marae, annexe d'un marae plus important. Au fond : trois pierres dressées. Au centre : une pierre « dossier ».

## Démographie
Voici un tableau démographique sur la commune de Tautira :
Évolution démographique
| 1 163                                          | 1 411 | 1 763 | 2 447 | 2 343 | 2 338 | 2 418 |
| Sources ISPF, Mairie de Tautira * : estimation |       |       |       |       |       |       |